# Patos (by)
Patos er en by i præfekturet Fier i den vestlige del af det centrale Albanien med 15.397(2011) indbyggere. Byen er centrum for Albaniens olieindustri.